# 상총

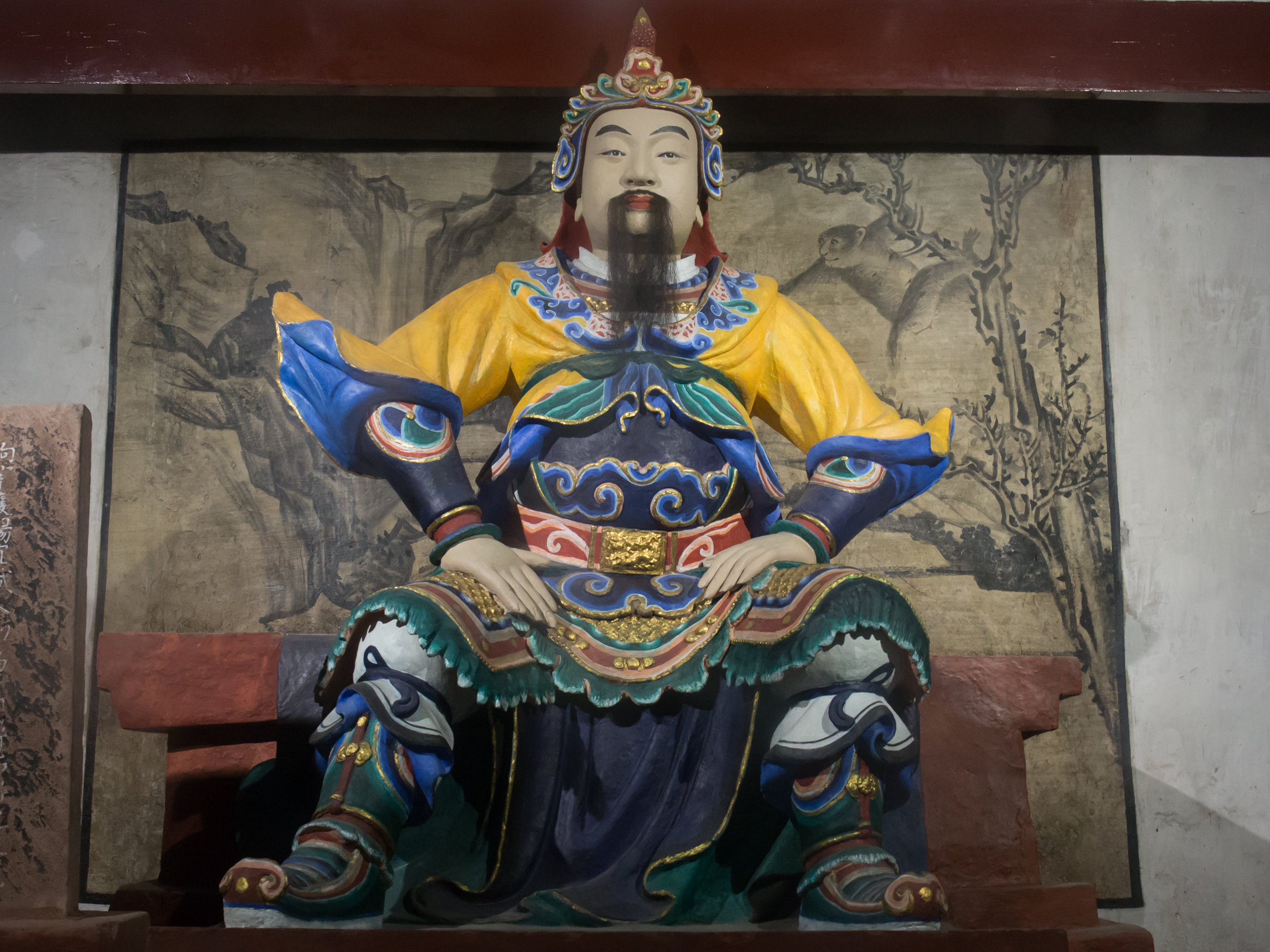
상총 동상. (청두)

상총(向寵, ? ~ 240년)은 중국 삼국 시대 촉한의 장수 상랑(向朗)의 조카며, 형주(荊州) 양양군(襄陽郡) 의성현(宜城縣) 출신이다.

## 생애
유비(劉備)가 형주(荊州)에 있을 당시 그를 섬겼다.
221년, 효정전투(猇亭之戰, 또는 이릉대전)에 참전하였다. 이때 촉나라가 오나라에게 크게 패하였을 때, 상총의 군영만이 피해가 없었다.
240년, 한가군의 이민족을 토벌하고, 살해되었다.

## 《삼국지연의》에서의 상총
삼국지연의에서는 실제로 등장 하지는 않으며, 제갈량(諸葛亮)이 「출사표」에서 상충(向充)으로 표기되어 유비로부터도 높이 평가되어 도독에 추천된 인물이라고 소개하여 이름만 언급이 된다.
228년, 제갈량이 북벌을 떠날 당시 어림군(근위)의 총독이 되어 성도의 방비를 맡는다.

## 상총의 친족관계

### 관련 인물
상랑

## 같이 보기
- 삼국지 인물 목록